# Extratipp.com
Extratipp.com ist ein überregionales deutsches Nachrichtenportal mit Sitz in Offenbach am Main, das seit 2007 besteht. Es gehört zum Pressehaus Bintz Verlag und damit zur Ippen-Gruppe. Der Name bezieht sich auf den Rhein-Main Extra Tipp, eine kostenlose, wöchentlich erscheinende Zeitung im Rhein-Main-Gebiet.

## Inhalt und Ausrichtung
Der Fokus liegt seit April 2020 auf Boulevard-Themen aus den Bereichen Stars, TV, Schlager und Musik. Auffällig sind die Clickbait-Überschriften, verbunden mit einer knalligen Bildsprache. Früher berichtete das Portal auch über den Fußballverein Eintracht Frankfurt und über Jugendthemen.

## Geschichte
Zusammen mit der ersten Ausgabe der Gratiszeitung Rhein-Main Extra Tipp im Jahr 2007 wurde auch der Internetauftritt extratipp.com veröffentlicht, um die gedruckte Ausgabe zu unterstützen. Mit einem Relaunch im Jahr 2013 änderte sich der inhaltliche Fokus und gewann auch Leser außerhalb der Region.
Seit April 2018 wird die Website von Ippen Digital GmbH & Co. KG aus München betreut, einer Softwareentwicklerfirma der Ippen-Gruppe. Eine Zentralredaktion arbeitet Inhalte von Journalisten aus der gesamten Ippen-Gruppe für das Online-Portal auf. Der Lokal- und Regionalbezug spielt keine Rolle mehr.
Seit Ende 2018 war extratipp.com mehrmals in den Top 50 im IVW-Ranking des Branchendienstes Meedia vertreten. Im Februar 2020 war das Portal mit 27.931.417 Visits eines der erfolgreichsten Boulevardportale im IVW-Ranking.